# Fruita, Colorado
Fruita är en stad (city) i Mesa County, i delstaten Colorado, USA. Enligt United States Census Bureau har staden en folkmängd på 12 677 invånare (2011) och en landarea på 18,4 km².